# 胡安·贝拉斯科·阿尔瓦拉多政府
胡安·贝拉斯科·阿尔瓦拉多政府，又称贝拉斯卡托或武装力量革命政府第一阶段，是秘鲁历史上的一个军事独裁政权，始于1968年10月3日的政变，结束于1975年8月29日弗朗西斯科·莫拉莱斯·贝穆德斯发动“塔克纳佐”政变。在此期间，胡安·贝拉斯科·阿尔瓦拉多作为革命政府委员会主席，事实上行使总统的权力。

## 军事社会主义
贝拉斯科上台后宣称，“秘鲁式革命”的目的是在秘鲁建立一种既不同于共产主义也不同于资本主义、以人道主义为基础的社会主义社会。1975年2月25日，秘鲁军政府发表《向全国阐明秘鲁革命的思想基础》，详细阐述“军事社会主义”（又称“贝拉斯科主义”）理论。其主要内容包括：思想理论的基础是革命的人道主义；社会主义的目标是建立自治、民主和无阶级的社会；优先发展社会所有制，并实施多种经济形式并存的经济制度；以优秀的军人作为治国的栋梁。军事社会主义在秘鲁实践了近十年，期间进行了大规模的土地改革，没收外国企业，实施大企业国有化，并借鉴西方的工人参与制度。1975年，贝穆德斯发动军事政变，推翻贝拉斯科政府，撤销贝拉斯科政府实行的社会主义政策，军事社会主义的试验宣告结束。